# Instituționalismul istoric
Instituționalismul istoric este interesat în primul rând de înțelegerea și explicarea efectelor diverselor politici asupra realității. Principalele evenimente istorice
sunt explicate prin argumente instituționale (politice, economice, sociale) și a modului în care acestea structurează procesul politic și rezultatele acestuia.
Instituționalismul istoric în știința politică accentuează următoarele idei:
- instituțiile reflectă un proces istoric
- stabilitatea faptelor istorice moștenite
- studiul culturii din perspectiva unui instrument util în reconstrucția societății în situațiile noi